# Phare de Sýros
Le phare de Sýros, également appelé Phare de Gaidouronnísi ou Phare Dhidimi est situé sur l'île Dhidimi à l'est de l'île Syros dans les Cyclades en Grèce. Construit par une compagnie française, il est achevé en 1834.

## Caractéristiques
Le phare est une tour cylindrique de pierres, accolée à la maison du gardien, dont la lanterne et le dôme de celle-ci sont de couleur blanche. Il s'élève à 68 mètres au-dessus de la mer Égée. Il s'agit du plus grand phare de Grèce.

## Codes internationaux
- ARLHS[3] : GRE-069
- NGA : 15708
- Admiralty[4] : E 4308

## Source
(en) [PDF] List of lights radio aids and fog signals - 2011 - The west coasts of Europe and Africa, the mediterranean sea, black sea an Azovskoye more (sea of Azov) (la liste des phares de l'Europe, selon la National Geospatial - Intelligence Agency)- Version 2011 - National Geospatial - Intelligence Agency - p. 272